# Universal Daddy
"Universal Daddy" är en låt av den tyska gruppen Alphaville. Det är gruppens sjätte singel och den andra singeln från albumet Afternoons in Utopia, utgivet i juni 1986.

## Låtlista
Singel
1. "Universal Daddy" — 3:57
2. "Next Generation" — 3:58

Maxisingel
1. "Universal Daddy (Aquarian Dance Mix)" — 6:16
2. "Next Generation" — 3:58

Promomaxisingel (USA)
1. "Universal Daddy (Vocal/Extended Remix)" — 6:15
2. "Universal Daddy (Vocal/LP Version)" 3:54

## Medverkande
- Marian Gold – sång
- Bernhard Lloyd – keyboard, gitarr
- Ricky Echolette – keyboard, gitarr